# Nävsjön (naturreservat)
Nävsjön är ett naturreservat i Nyköpings kommun och omfattar sjön Nävsjön och området däromkring.
Reservatet är cirka fyra hektar stort naturreservat och består av gammal tallskog och hällmark. Naturreservatet ingår i det Europeiska nätverket (Natura 2000) för värdefulla naturområden.